# Castello di Trenčín
Il castello di Trenčín (in slovacco Trenčíanský hrad) si trova nei pressi del centro storico della città slovacca.  

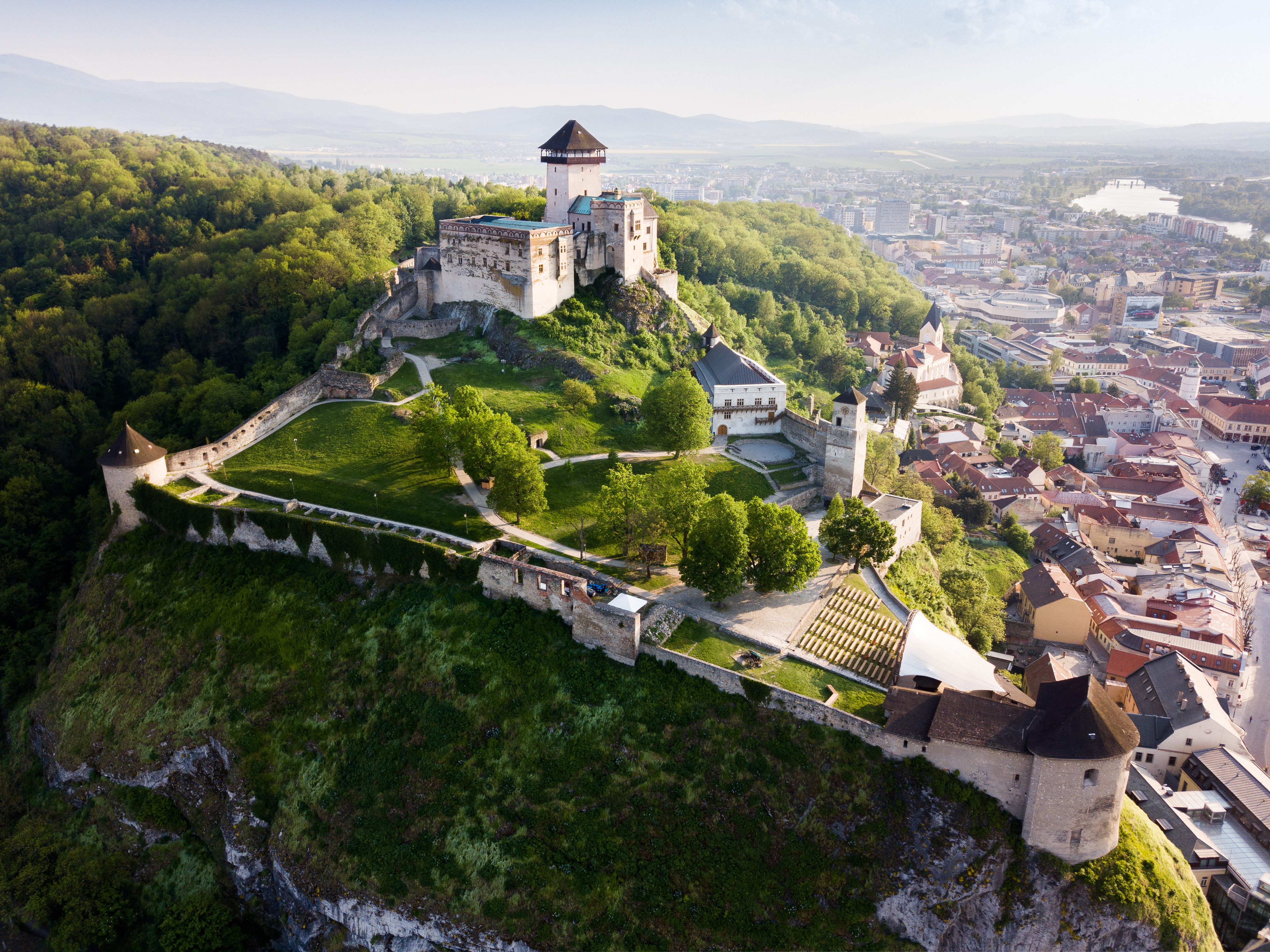
Vista aerea del castello.

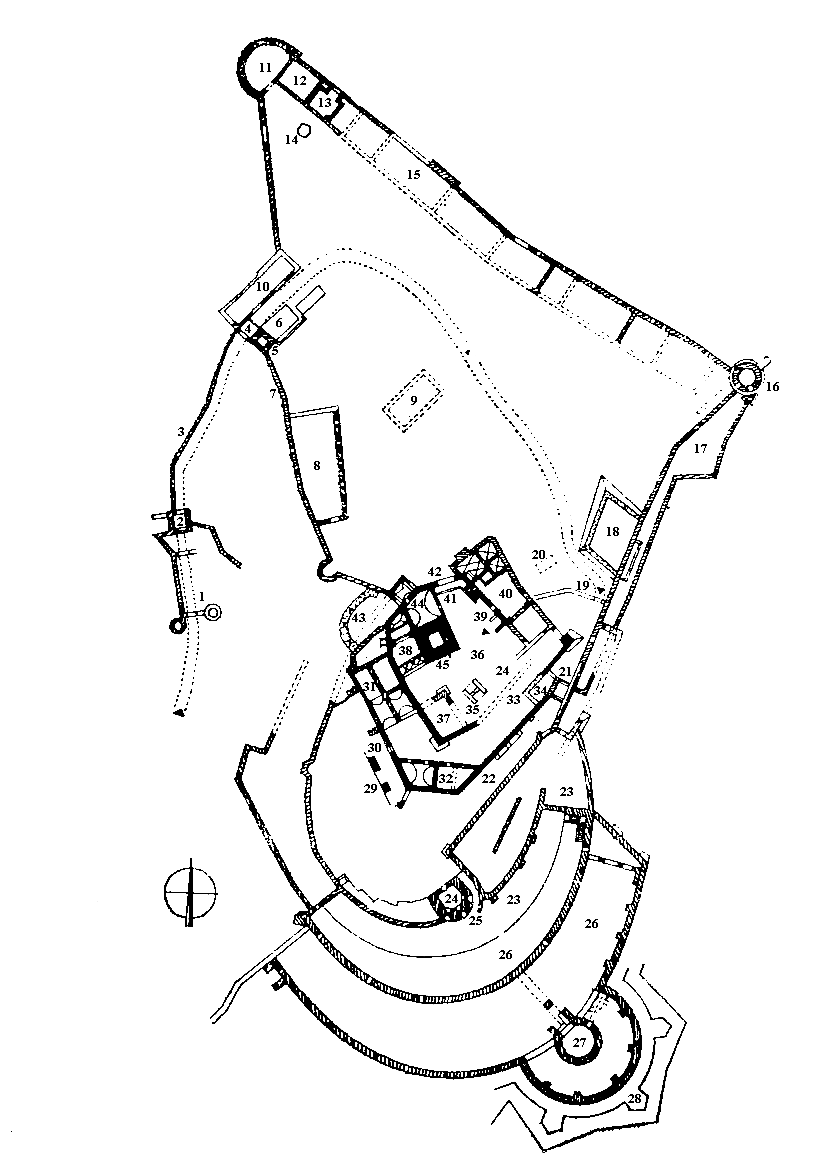
Pianta del castello.

Situato sulla sommità di una collina di roccia calcarea, è stato costruito al posto di una roccaforte slava e dal XI secolo è il perno della difesa della città.
Il monumento più antico del castello è probabilmente la rotonda romanica i cui resti si trovano nel cortile superiore. All'inizio del XIV secolo il castello fu la sede del palatino Máté Csák, che possedeva altri 50 castelli.
Di questo periodo è anche la più antica e ben conservata torre di Máté. Alla torre sono stati uniti in seguito alcuni palazzi gotici: il palazzo di Máté (che fu poi distrutto); il palazzo di Lodovico; il palazzo di Barbara ed il palazzo di Zapolsky. Sulla prima terrazza del castello di Trencin spiccano il bastione dell'artiglieria, la cappella e soprattutto il cosiddetto "Pozzo dell'amore", profondo 70 m, al quale è legata la legenda dell'amore tra il turco Omar e la bellissima Fatima. Degne di nota sono anche le caserme e la Torre dell'Orologio.
Il castello fu severamente danneggiato nel 1528 durante un assedio delle armate dell’imperatore Ferdinando I contro Ján Zápolský, voivoda di Transilvania, eletto re da una larga parte della nobiltà ungherese dopo la battaglia di Mohács. Furono ricostruite in seguito ampie parti del castello, tra cui la torre di Geremia e una parte delle fortificazioni, si dotò le mura di due torrette nella parte bassa rivolta alla città e fu aggiunto un bastione di ingresso al castello superiore.
Dopo la seconda guerra mondiale il castello fu restaurato e adibito a museo.